# Toki (Gifu)
Toki (土岐市 Toki-shi?) es una ciudad situada en la prefectura de Gifu, Japón.
El 30 de junio de 2005, la ciudad tenía una población estimada de 64 090 habitantes, y una densidad poblacional de 551,7 hab./km² (habitantes por kilómetro cuadrado). Su superficie total es de 116,16 km² (kilómetros cuadrados).
Recibió el estatus de ciudad el 1 de febrero de 1955.

## Ciudades hermanadas
- Yaizu, Japón.
- Faenza, Italia.